# Andreea Părăluță
Andreea Maria Părăluță [pərəlut͡sə] (* 27. November 1994 in Craiova, Kreis Dolj) ist eine rumänische Fußballspielerin.

## Karriere
Părăluță startete ihre aktive Fußballkarriere mit 14 Jahren bei FCM Târgu Mureș. Im Sommer 2010 wurde sie in das Liga 1-Team von Turges Mureș befördert und gab am 17. August 2010 in der UEFA Women’s Champions League gegen Juvisy FCF ihr Profi-Debüt. Am 19. Dezember 2011 wurde sie mit als beste Nachwuchstorhüterin im Rahmen des "Pomul de Crăciun al Centrului de Copii și Juniori" gekürt.

### International
Părăluță gab ihr A-Länderspiel-Debüt am 27. Oktober 2011 in der Fußball-Europameisterschaft der Frauen 2013 Qualifikation gegen die türkische Fußballnationalmannschaft der Frauen, als sie in der 64. Minute die verletzte Mirela Ganea ersetzte.

## Titel
- 2011: „Pomul de Crăciun al Centrului de Copii și Juniori“ als beste Torhüterin